# Galileo (film, 1975)
Pour les articles homonymes, voir Galileo.
Pour plus de détails, voir Fiche technique et Distribution.
Galileo un film de procès britannique, réalisé par Joseph Losey, sorti en 1975.

## Synopsis
Récit à la première personne de la vie du célèbre astronome Galilée (en italien : Galileo Galilei, 1564-1642), d’après la pièce de Bertolt Brecht. Ses observations du ciel à l'aide du tout nouveau télescope lui causent de très sérieux déboires avec l’Église catholique.

## Fiche technique
- Titre : Galileo
- Tire originale : Galileo
- Réalisation : Joseph Losey
- Scénario : Barbara Bray, Joseph Losey, d'après la pièce de Bertolt Brecht, traduction de Charles Laughton
- Photographie : Michael Reed
- Musique : Hanns Eisler et Richard Hartley
- Pays :  Royaume-Uni
- Durée : 145 minutes
- Genre : Drame
- Date de sortie : 
  -  États-Unis 27 janvier 1975

## Distribution
- Chaim Topol : Galileo Galilei
- Colin Blakely : Priuli
- Edward Fox : le cardinal inquisiteur
- John Gielgud : le vieux cardinal
- Basil Henson : le moine en colère
- Ian Hoare : Duc Cosimo di Medici
- Mary Larkin : Virginia
- Michael Lonsdale : Cardinal Barberini
- Patrick Magee : Cardinal Bellarmin
- John McEnery : Federzoni
- John Moffatt : le philosophe
- Richard O'Callaghan : Fulganzio
- Judy Parfitt : Angelica Sarti
- Ronald Radd : Vanni
- Charles West : Rector-Gaffone
- Tim Woodward : Ludovico Marsili
- Henry Woolf : Père Clavius
- Ken Wynne : le fonctionnaire de la Cour
- Tom Conti : Andrea Sarti
- Michael Gough : Sagredo
- Margaret Leighton : une courtisane
- James Aubrey